# Kurt von Bardeleben
Kurt Ludwig Karl Heinrich von Bardeleben (* 24. April 1796 in Rinau bei Königsberg; † 13. Februar 1854 in Königsberg) war 1848 Mitglied der Frankfurter Nationalversammlung und der Preußischen Nationalversammlung.

## Herkunft und Militärdienst
Seine Eltern waren Karl Alexander von Bardeleben (* 1770; †  1813), der führend an der Bildung der Landwehr beteiligt war, und dessen Ehefrau Dorothea Amalie von Prenzel (* 28. August 1777; † 1862).
Er besuchte in Königsberg das Friedrichscollegium. 1813 verließ er es, um als Freiwilliger an den Befreiungskriegen teilzunehmen. Er  kämpfte als Angehöriger des 2. Ulanen-Regimentes bei der Schlacht um Dresden, der Schlacht bei Kulm und der Völkerschlacht bei Leipzig. In Leipzig wurde Bardeleben zum Offizier ernannt. Später war er unter anderem an der Schlacht bei Ligny und der Schlacht bei Waterloo beteiligt.

## Heirat und Beruf
Nach dem Krieg wurde er auf eigenen Wunsch zum 3. Kürassier-Regiment nach Königsberg versetzt. Dort heiratete Bardeleben 1819 Eveline Angelika Euphemia Ernestine (geb. von Auerswald) (1800–1845), eine Tochter des Oberpräsidenten Hans Jakob von Auerswald. Kurze Zeit später verließ er das Militär und wurde Gutsherr. Im Jahr 1832 verkaufte er das Gut und siedelte sich im Kreis Fischhausen an. Dort wurde Bardeleben 1837 zum Landrat ernannt. Das Paar hatte zwei Kinder:
- Eveline Lydia Rebekka Albertine Dorothea (* 20. April 1820; † 2. Juni 1872), Oberin[2] des Magdalenen-Stifts[3][4]
- Alfred Richard (* 24. Oktober 1821; † 22. August 1896), Direktor des Literarischen Bureaus ⚭ Anna Karoline Wilhelmy (* 26. Juni 1836; † 1903), Eltern von Curt von Bardeleben

Nach dem Tod seiner ersten Frau heiratete er 1846 Lydia Wilhelmine (geb. von Schön), eine Tochter des Oberpräsidenten Heinrich Theodor von Schön. Das Paar hatte zwei Kinder:
- Agathe Amalie Dorothea (* 24. August 1842) ⚭ 1893 Roland von Brünneck-Bellschwitz (* 3. März 1840; † 21. September 1918), Kammerherr
- Alice Auguste Malwine Johanne Anna Lydia (* 1. August 1847)

## Liberale Opposition im Vormärz
Seit 1834 war Bardeleben Mitglied des Provinziallandtags für die Provinz Preußen. Auf dem Huldigungslandtag von 1840 gehörte er zu denjenigen gemäßigt liberalen Abgeordneten, die eine Resolution an Friedrich Wilhelm IV. beschlossen, in der die Erfüllung des Verfassungsversprechens von 1815 angemahnt wurde. Daraufhin fiel Bardeleben beim König in Ungnade, hielt aber an seinen politischen Positionen fest.
Im Jahr 1847 war Bardeleben Mitglied des Vereinigten Landtages. Dort gehörte er zu den 138 Abgeordneten, die sich unter Führung von Georg von Vincke gegen die Beeinträchtigung der Rechte des Landes durch die Krone wandten. Nachdem der Landtagsabschied nicht die vom Landtag verlangten vollen ständischen Rechte gewährte, legte Badeleben sein Mandat in den Ausschüssen nieder.

## Märzrevolution
Nach der Märzrevolution nahm Bardeleben an dem für kurze Zeit erneut einberufenen Vereinigten Landtag teil. Bereits in dieser Zeit sah er die Revolution kritisch, weil sie seiner Meinung nach über die Ziele der liberalen Bewegung hinausging. Er wurde in die Frankfurter Nationalversammlung gewählt. Dort schloss sich Bardeleben der gemäßigt liberalen Casinofraktion an. Nach der Ermordung seines Schwagers Hans von Auerswald verließ er Frankfurt am Main zur Regelung der Familienangelegenheiten. Kurze Zeit später wurde er zum Mitglied der preußischen Nationalversammlung gewählt und legte das Frankfurter Mandat nieder. Eine Krankheit verhinderte jedoch die baldige Teilnahme an der Versammlung in Berlin.
Erst im Zuge der Gegenrevolution konnte er teilnehmen. Wie die übrigen gemäßigten Liberalen akzeptierte er die Verlegung der Nationalversammlung nach Brandenburg.

## Reaktionsära
Nach der Auflösung des Parlaments wurde er zunächst nicht in die zweite Kammer des nach der oktroyierten Verfassung gebildeten Landtages gewählt. Erst im Sommer 1849 trat er nach der Neuwahl in die Kammer ein. Dort gehörte er zur gemäßigt liberalen Opposition.
Aus Gesundheitsgründen verzichtete Kurt von Bardeleben 1852 auf eine erneute Kandidatur. Trotz seiner eigentlich gemäßigten Haltung wurde er in der Reaktionszeit politisch verfolgt. So wurde er gesetzeswidrig als Landrat an die Grenze zu Russland versetzt. Daraufhin nahm Bardeleben seinen Abschied. Auf Grund einer Denunziation wurde sogar ein Prozess angestrengt. Zu diesem kam es nicht mehr, weil Bardeleben vorzeitig verstarb.